# Verkiezingen voor het Europees Parlement 2014/Kandidatenlijst/Stand up U.S.E.
Dit is de kandidatenlijst voor het Belgische Stand up U.S.E voor de Europese verkiezingen van 2014.

## Effectieven
1. Sophie Heine
2. Pietro De Matteis
3. Alia Cardyn
4. Benjamin Goodman
5. Roberto Mongiovi
6. Marine Planquart
7. An-Marie Vandromme
8. Mathias Maertens

## Opvolgers
1. François Denuit
2. Lauranne Devillé
3. Quentin De Le Vingne
4. Elise Hap
5. Olga Zouboff
6. Florian Etienne